# 山本義広
山本 義広（やまもと よしひろ、1966年7月26日 - ）は、日本の元プロボクサー。秋田県秋田市出身。二松学舎大学附属高等学校、高千穂大学卒業。第21代日本スーパーライト級王者。ヨネクラボクシングジム所属。

## 来歴
中学時には器械体操で秋田県個人総合優勝、東北大会、全国大会にも出場する。県内の秋田県立能代高等学校に入学するも1年で退学。その後上京し、二松学舎大学附属高等学校に入学する。同校のOBには元WBC世界フライ級王者、小林光二がいる。
時を同じくしてヨネクラボクシングジムに入門。体操競技をやっていたためか抜群のパワーとスピードを持ち合わせ、ヨネクラジムの次代のチャンピオンと言われていた。本人は、「パンチ力とスピードは浜田剛史さんより上」と豪語していた。また、幼少時から身体能力に優れ、どんなスポーツでも1番を目指していたと本人は語っている。同時期には大橋秀行、川島郭志、松本好二、中島俊一、古城賢一郎、西澤ヨシノリらと第二期ヨネクラジム黄金時代を築いた。
1987年7月16日、1RKO勝ちでプロデビュー。
1988年2月21日、4RKO勝ちで全日本スーパーライト級新人王獲得。デビューから５連続KO勝ちを記録する。
1989年3月7日、当時WBA世界スーパーライト級1位の平仲明信（後のWBA世界スーパーライト級王者）と対戦し、格の違いはあったものの10R判定まで戦った。右手親指の粉砕骨折で全治4ヶ月の大ケガを負う。平仲戦に敗れたが、その後日本ランキング1位となる。
1989年10月9日、日本スーパーライト級王者の北島義文に指名挑戦し1RKO勝ちで王座獲得。
余談ではあるが、平仲明信の唯一の判定試合が北島義文との日本同級王座防衛戦であった。また、KO勝ちを決めたのは粉砕骨折した右フック1発だった。
1990年1月23日、初防衛戦でリック吉村に6RTKO負け。
1992年6月24日、桑田弘との日本同級王座決定戦で8RTKO負け。
1995年4月20日、桑田弘との同級王座再挑戦も2RTKOで敗れる。
生涯戦績24戦18勝（13ＫＯ）5敗1分

## 獲得タイトル
- 第34回 全日本スーパーライト級新人王
- 第21代 日本スーパーライト級王座